# Färgkrona
Färgkrona (Nasa triphylla) är en brännreveväxtart. Färgkrona ingår i släktet färgkronor, och familjen brännreveväxter.

## Underarter
Arten delas in i följande underarter:
- N. t. colonchensis
- N. t. elegans
- N. t. flavipes
- N. t. loxensis
- N. t. lutescens
- N. t. papaverifolia
- N. t. rudis
- N. t. triphylla